# Bruno Büchner

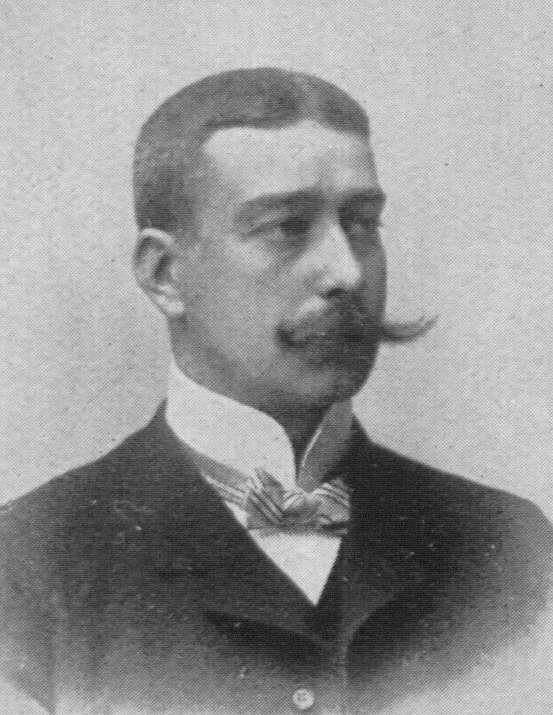
Bruno Büchner

Bruno Büchner (* 28. Juni 1871 in Alt-Gersdorf; † 30. November 1943 in Munderfing) war ein deutscher Rad- und Autorennfahrer sowie Luftfahrtpionier. Er war 1914 der erste Pilot, der einen Postflug in Deutsch-Südwestafrika unternahm. Später führte er unter neuem Namen die ehemalige Pension Moritz in Obersalzberg, in der Adolf Hitler im Sommer 1925 Unterschlupf fand und an dem Manuskript von Mein Kampf arbeitete.

## Jugend und Ausbildung
Bruno Büchner wuchs als Sohn eines Buchhalters in Ebersbach auf. Nach dem Besuch der Realschule in Zittau besuchte er das Technicum in Mittweida und machte ein Praktikum bei der Nähmaschinen- und Fahrradfabrik Dürkopp & Co. in Bielefeld. Nach Abschluss seines Studiums erhielt er eine Anstellung bei dem Fahrradproduzenten Johann Puch in Graz, der 1899 die Puch-Werke gründete.

## Radsport-Laufbahn

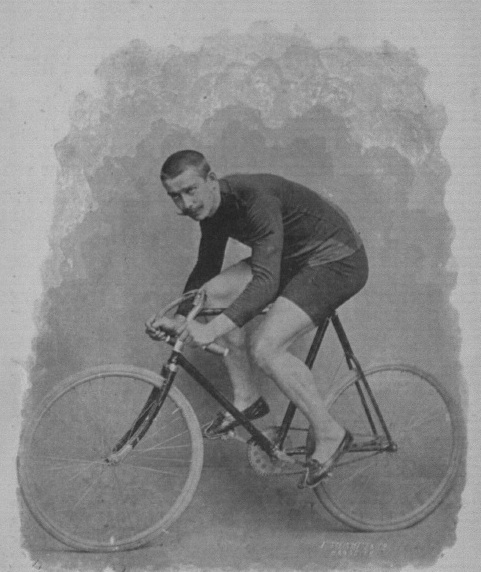
Büchner als Radrennfahrer (ca. 1895)

Mit dem Radsport begann Büchner in der von Alexander Gayer gegründeten „Grazer Trainierschule“, in der auch Fahrer aus dem Ausland trainierten; berühmtester Schüler war der spätere dänische Weltmeister Thorvald Ellegaard. 1893 nahm Büchner an der 582 Kilometer langen Distanzradfahrt Wien–Berlin teil und kam nach 36 Stunden und 37 Minuten als Zehnter ins Ziel. Hauptsächlich fuhr Büchner jedoch Rennen auf der Bahn, und die zunächst noch auf dem Hochrad. So gewann er 1895 die Meisterschaft von Böhmen und im Jahr darauf die Hochradmeisterschaft von Österreich in Graz. Anschließend wechselte er auf das Niederrad und gewann die Meisterschaft von Rumänien. 1896 wurde er Zweiter der deutschen Meisterschaft im Sprint hinter dem späteren Weltmeister Willy Arend. Gemeinsam mit dem österreichischen Rennfahrer Franz Seidl, der wie Büchner aus der „Grazer Trainierschule“ stammte, bildete er ein erfolgreiches Tandempaar.
Im Jahre 1900 beendete Büchner, der zeitweise als Profi bei den Puch-Werken unter Vertrag stand, seine Rennfahrer-Karriere, weil er nach einem Sturz in Leipzig zwei Jahre zuvor nur noch wenig Erfolg hatte. Noch 1908 wurde er in einer Statistik mit einer Gewinnsumme von 10.685 Mark auf Platz 10 der erfolgreichsten deutschen Flieger (Sprinter) auf ausländischen Bahnen 1895–1908 geführt. Im Jahre 1897, gegen Ende seiner Rennfahrer-Laufbahn, gründete Büchner eine Trainerschule für Rennfahrer:

„Bruno Büchner, der ausgezeichnete österreichische (sic!) Rennfahrer, hat sich nach dem Ergebnis der Pfingstrennen auf der Radrennbahn des Friedenauer Sportparks entschlossen, in Berlin eine Trainirschule (sic!) einzurichten und zu diesem Zweck seinen Wohnsitz dauernd nach der Reichshauptstadt zu verlegen. Der Berliner Sportpark-Actien-Gesellschaft ist es gelungen, den trefflichen Meister für ihre Bahn zu gewinnen, zumal ihm die Bahn ganz besonders geeignet erscheint. Die Schule wird nach dem System des berühmten Trainers Gayer, der in diesen Tagen in Berlin erscheinen dürfte, eingerichtet werden. Büchner bringt einen Viersitzer und eine Vierermannschaft mit hierher und wird zunächst eine Mannschaft für einen Dreisitzer einfahren, alsdann wird die Trainirschule eröffnet.“

Zudem eröffnete Büchner in der Nähe des Sportparks Friedenau in Berlin ein Restaurant, in dem die Rennfahrer-Kollegen verkehrten. „Im persönlichen Umgang zeigte er sich als ein liebenswürdiger, humorvoller Mensch, der […] eine stattliche Figur abgab“, schrieb die Rad-Welt. Beiden Unternehmungen war jedoch kein geschäftlicher Erfolg beschieden.

## Autorennfahrer und Pilot

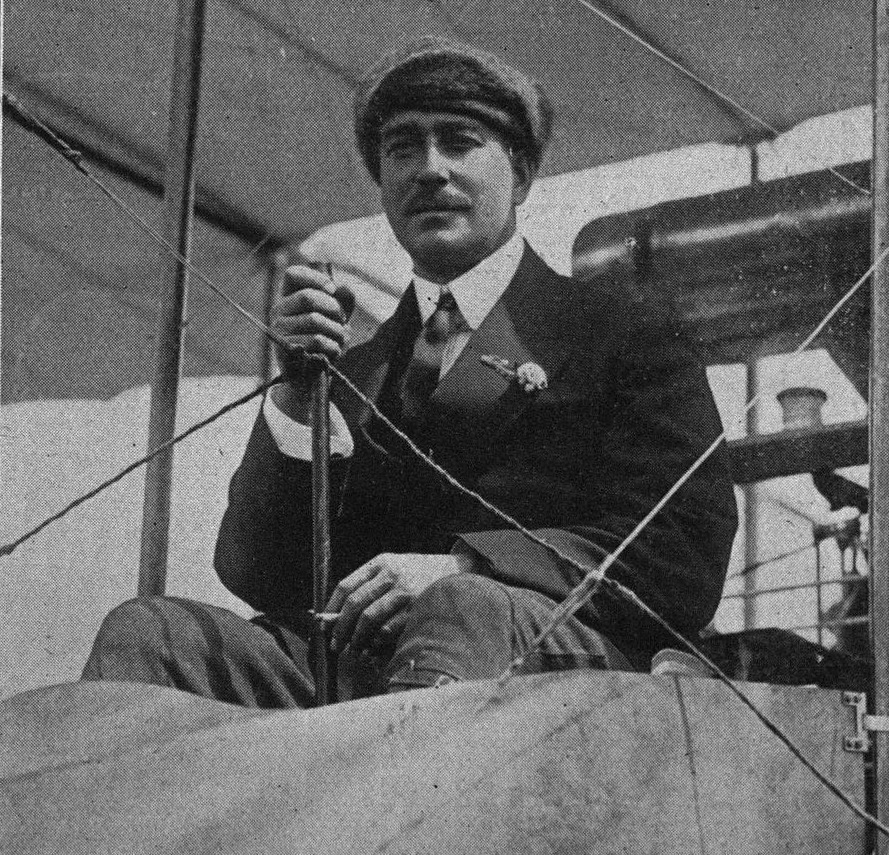
Büchner als Pilot (1910)

Anschließend arbeitete Büchner erneut bei Dürkopp in Bielefeld, eröffnete dann eine eigene Kraftfahrzeughandlung mit Reparaturwerkstatt in Magdeburg und nahm an Autorennen teil. Im Februar 1907 wurde er Zweiter der Automobilwettfahrt Stockholm–Göteborg. Im Juni desselben Jahres fuhr er während des Trainings zum „Kaiserpreis-Rennen“ seinen Rennwagen zu Schrott. Er startete mit einem Ersatzwagen, einem „Horch“, bei diesem Rennen, an dem auch Fritz Opel und der ehemalige Radrennfahrer Thaddäus Robl (auf einem Gaggenau) teilnahmen, schied jedoch nach dem ersten Lauf aus.
Ab 1910 war Bruno Büchner als Fluglehrer und Flugzeugbauer an der Automobil-Fachschule, Abteilung Flugtechnik, in Zahlbach bei Mainz tätig und unterrichtete dort unter anderem Anthony Fokker, den späteren Gründer der Fokker Flugzeugwerke. Büchner, der nicht viel mehr Ahnung vom Fliegen hatte als seine Schüler und zudem sehr schwergewichtig geworden war, demolierte jedoch das einzige, leichte Flugzeug der Schule bei einem Flugversuch. Erst im Jahr darauf erwarb er auf einem Aviatik-Doppeldecker als 53. Deutscher den Pilotenschein. Im selben Jahr wurde er Zweiter des „Sächsischen Rundflugs“ und kurz darauf Dritter des vielbeachteten Deutschlandflugs. Ab Frühjahr 1912 arbeitete Büchner als Fluglehrer und Werkspilot für die „Deutschen Flugzeug-Werke“ (DFW) in Leipzig-Lindenthal, war an der Entwicklung des „Mars-Doppeldeckers“ und eines Holz-Propellers von Hugo Heine beteiligt. Im September desselben Jahres startete er in Heiligendamm beim „Ersten deutschen Wasserflugzeug-Wettbewerb“ auf einem Aviatik-Wasserdoppeldecker. Der „Hauptwettbewerb“ sollte ursprünglich zum Aufbau einer Marinefliegerabteilung der deutschen Armee dienen. Die Flugversuche waren jedoch so wenig erfolgreich, dass das Preisgeld von 40.000 Reichsmark nicht ausgezahlt wurde, sondern lediglich drei Trostpreise; der höchste Preis über 7000 Reichsmark ging an Büchner.
Braunbeck’s Sport-Lexikon listete Büchners Erfolge als Flieger auf:

„[…] Chef-Pilot der Deutschen Flugzeugwerke Leipzig-Lindenthal. Von seinen Erfolgen 1911 seien genannt: II. Preis im Rundflug durch Sachsen im Mai 1911. Zu Dresden am 25.5. I. Preis des Ministeriums des Innern. Zu Leipzig am 27.5. II. Preis der Stadt Leipzig. Im Deutschen Rundflug 1911 fielen ihm nachstehende Preise zu: Zweiter der 1. Etappe Berlin-Magdeburg. Fünfter der 2. Etappe Magdeburg-Schwerin. III. Preis in den örtl. Wettbewerben zu Schwerin. Erster der 3. Etappe Schwerin-Hamburg. III. und VI. Preis zu Hamburg. Fünfter der 4. Etappe Hamburg-Kiel. Dritter der 5. Etappe Kiel-Lüneburg. Zweiter der II. Etappe Kassel-Nordhausen. Erster der 1. Etappe Nordhausen-Halberstadt, Harzflug, 10 000 M. Erster der 13. Etappe Halberstadt-Berlin. Dritter im gesamten Rundflug. II. Preis der Stadt Berlin, insgesamt 47 890 M. – Am 15.8. Flug von Mülhausen nach Belfort und zurück, 160 km. Zwischenlandung in Frankreich.“

Im Jahre 1913 nahm Bruno Büchner gemeinsam mit dem Schweizer Flieger Albert Rupp auf bulgarischer Seite am Zweiten Balkankrieg teil. Die beiden Piloten reisten mit 25 Flugzeugen – zerlegt und in Kisten verpackt – im Zug nach Swilengrad, damals Mustafa Pascha, um sie dort abzuliefern. Zudem flogen sie selbst an die Front, um Truppenbewegungen zu beobachten und Botschaften abzuwerfen. Einmal geriet Büchner in feindliches Feuer, und seine Maschine bekam 25 Treffer, dennoch konnte er sicher landen. Auch auf der feindlichen Seite, dem Osmanischen Reich, waren deutsche Flieger aktiv, darunter der Türkenflieger Reinhold Jahnow. Als sich Büchner und Jahnow einmal in der Luft begegneten, drehte der Kampfflieger Jahnow ohne zu feuern ab, da er die markante Erscheinung von Büchner erkannt hatte.

## Büchner in Afrika

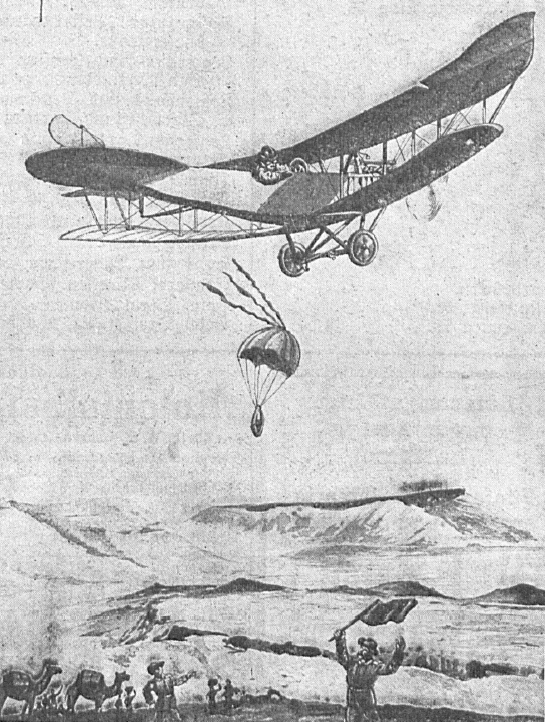
Büchners Postzustellung in Deutsch-Südwestafrika (Zeichnung in der Deutschen Kolonialzeitung, 1914)

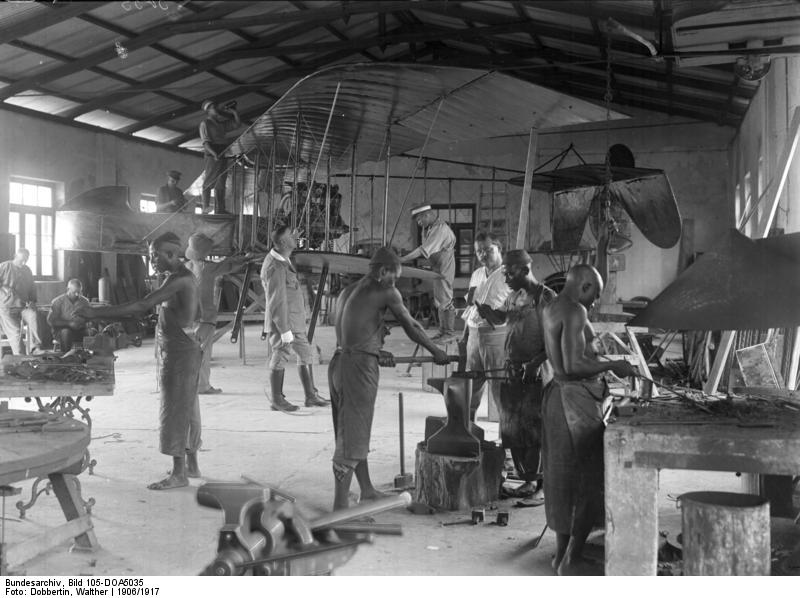
Büchner (Mitte mit Verband) beim Wiederaufbau seines Flugzeugs in Deutsch-Ostafrika

Im Mai 1914 reiste Bruno Büchner mit seiner zweiten Frau Elisabeth per Schiff nach Deutsch-Südwestafrika, um dort im Auftrag des Berliner Warenhausbesitzers Rudolph Hertzog, der in Swakopmund eine Filiale betrieb, erste Flugversuche und -vorführungen zu machen. Auch drei Flugzeuge der Pfalz-Flugzeugwerke wurden verschifft.
Die Flugversuche von Büchner im Südwesten Afrikas, bei denen auch erstmals der Einsatz von Flugzeugen für den Postverkehr getestet werden sollte, gestalteten sich aufgrund von Turbulenzen und starkem Wind äußerst schwierig. Am 18. Mai 1914 jedoch flog Büchner mit 60 Postsendungen, die den Stempel „Erster Flugpostversuch in DSWA“ trugen, von Swakopmund nach Usakos, das er mit zwei Zwischenlandungen erreichte; für die rund 150 Kilometer lange Strecke, die er entlang der Eisenbahntrasse flog, benötigte er fast einen ganzen Tag. Eine 50-Cent-Briefmarke und ein Ersttagsbrief der Post von Namibia erinnerten 75 Jahre später an dieses Ereignis.
Es folgten Passagier-Rundflüge an wechselnden Orten der Kolonie, darunter der erste Flug in Deutsch-Südwestafrika mit einer Frau an Bord, wie es besonders erwähnt wurde. Büchner hegte zeitweise den Gedanken, per Flugzeug bis nach Ostafrika weiterzufliegen. Aufgrund der geringen Flugleistungen in Südwestafrika schätzte er aber die Risiken als zu hoch ein. Am 4. Juli 1914 wurde der Pfalz-Doppeldecker von Lüderitzbucht nach Deutsch-Ostafrika verschifft, wo Büchner die Maschine auf der dort geplanten „II. Allgemeinen Deutsch-Ostafrikanischen Landes-Ausstellung“ vorführen wollte.
Büchner und seine Ehefrau machten zunächst in Sansibar Station, das zum britischen Kolonialreich zählte. Am 4. August 1914, kurz vor der Weiterreise nach Deutsch-Ostafrika, traf die Nachricht vom Kriegseintritt Großbritanniens als Gegner Deutschlands ein. Der Erste Weltkrieg war ausgebrochen. Das Ehepaar Büchner schiffte sich samt Flugzeug umgehend weiter nach Daressalam ein, wo es kurz darauf eintraf.
Büchners Pfalz-Doppeldecker wurde am 5. August 1914 von der deutschen Schutztruppe unter Paul von Lettow-Vorbeck requiriert. Büchner und sein Monteur meldeten sich freiwillig zum Dienst. In der Nähe des Funkturms von Daressalam wurde ein provisorisches Flugfeld angelegt. Büchner wurde bei einem Aufklärungsflug nach Sansibar von feindlichen Kanonenbooten beschossen und verletzt. Ihm gelang eine Notlandung am Strand nahe Daressalam; später berichtete er, er sei mit einem schwerverletzten Arm 20 Kilometer durch den Busch gelaufen. Nach dem Wiederaufbau des Flugzeugs sollte Oberleutnant Ernst Ludwig Henneberger die Maschine fliegen, um damit im Kampfgebiet am Kilimandscharo zu starten. Doch schon bei einem Probeflug am 15. November 1914 verunglückte Henneberger tödlich. Das Flugzeug wurde daraufhin unter Büchners Leitung in einer Schmiede bei Daressalam neu aufgebaut, diesmal als Wasserflugzeug mit Schwimmern. Büchner absolvierte noch Flüge am Rufiji-Delta zur Unterstützung der Königsberg, musste das Fliegen aber bald aufgrund von Treibstoffmangel einstellen. Er baute daraufhin seinen Motor in eine alte Güterlore ein und bewerkstelligte mit diesem seltsamen, nachmalig Schienen-Zepp benannten Gefährt zwei Gütertransporte von Daressalam nach Morogoro.
Dann aber erkrankte er an Malaria. Wegen unbefugten Führens des Titels eines Vizewachtmeisters wurde er 1916 für einige Monate von den Engländern interniert. In Deutschland galt er als tot. Erst nach dem Krieg kehrte das Ehepaar nach Deutschland zurück. Unter der Überschrift „Wiedersehen mit einem Totgeglaubten“ schrieb die Zeitung Rad-Welt:

„Als die Rennfahrer am vergangenen Sonntag auf der Leipziger Bahn zum Start erschienen, überstieg ein Mann die Umwehrung, schritt auf den Rennfahrer Bader zu und fragte ihn, ob er wisse, wer er sei. Bader sah den Frager in’s Gesicht und sagte, daß er glauben könnte, Bruno Büchner vor sich zu haben, wenn er nicht wüsste, daß Büchner tot sei. Der Fremde lächelte und bestätigte Bader, das (sic!) er recht geraten habe, er sei Bruno Büchner. Als sich Bader von seinem Schreck über das Wiedersehen mit einem Totgeglaubten erholt hatte, empfahl Büchner, der Rad-Welt Nachricht zu geben, die seinerzeit die Kunde von seinem Tode in die Welt gesetzt hatte.“

## Pensionswirt in Obersalzberg
Anfang der 1920er Jahre pachteten Bruno Büchner und seine Frau die von Mauritia Mayer begründete und bis 1919 von ihrer Schwester seinerzeit unter dem Namen Gebirgskurhaus Obersalzberg geführte „Pension Moritz“ in Obersalzberg, die sie 1928 den neuen Eigentümern abkauften. Sie nannten die Pension als Reminiszenz an den damals populären Roman Zwei Menschen von Richard Voß in „Platterhof“ um, nachdem sie bereits als Pächter zu Werbezwecken (s. Abb.) den Eindruck erweckt hatten, die (fiktive) Judith Platter aus diesem Buch habe dort gelebt. Bei ihnen versteckte sich 1923 der nationalsozialistische Publizist Dietrich Eckart, der wegen Beleidigung von Reichspräsident Friedrich Ebert per Haftbefehl gesucht wurde. Im Sommer 1925 diktierte der Pensionsgast Adolf Hitler, der sich dort nach seiner Entlassung aus dem Gefängnis unter dem Namen „Hugo Wolf“ aufhielt, in einer kleinen Blockhütte, später „Kampfhäusl“ genannt, auf dem Grundstück der Pension, den zweiten Teil von Mein Kampf.
Büchners Frau Elisabeth schenkte dem Gast eine aus Afrika mitgebrachte Nilpferdpeitsche, und Büchner selbst, der zum 1. Mai 1932 der NSDAP beitrat (Mitgliedsnummer 1.075.226), versandte nach 1933 Ansichtskarten seiner Pension mit dem Stempel: „Lieblingsaufenthalt Adolf Hitlers – unseres Führers“.
Nach der Machtergreifung geriet Büchner jedoch – wie auch die anderen Bewohner des Ortes – unter Druck, seine Grundstücke an Martin Bormann zu verkaufen, da der Obersalzberg als exklusiver Rückzugsort für die Spitzen des Staates zum Führersperrgebiet ausgebaut werden sollte (→ Umgestaltung von Obersalzberg). Er wandte sich im April 1935 an den Hotelgast und bayerischen Wirtschaftsminister Hermann Esser und beschwerte sich zunächst über die Straßensperrungen, die mit den Aufenthalten Hitlers einhergingen, da dann ein großer Ansturm von Menschen herrschte:

„Ich habe Jahre lang schwer zu kämpfen gehabt und durch meine parteiliche Einstellung besonders zu leiden gehabt, und nun, nachdem wir zu einem Erfolg gekommen sind, wird uns das Geschäft durch Personen erschwert, die vor zwei Jahren noch gegen die Partei sich öffentlich bekannt haben.“

Büchner wurde verunglimpft – es hieß, seine Speisen seien verdorben, er würde seine Adoptivtochter Brigitte schlecht behandeln und sei vorbestraft – und aus der NSDAP ausgeschlossen. 1936 wurde der „Platterhof“ von SS-Leuten geschlossen, Strom und Wasser abgestellt und das Grundstück eingezäunt. Die Büchners erhielten 260.000 Reichsmark, nur rund die Hälfte des von ihnen gewünschten Kaufpreises, und mussten Obersalzberg verlassen. Gegen seinen Parteiausschluss kämpfte Bruno Büchner allerdings, indem er einen Brief an Rudolf Heß schrieb:

„[…] es ist […] kaum möglich, wieder eine Existenz zu finden, sofern mir die Mitgliedschaft nicht zurückgegeben wird, als zweitklassiger Mensch will ich nicht angesehen werden […]“

Ein Parteigericht entschied, Bruno Büchner seine Parteimitgliedschaft zurückzugeben. Er zog mit seiner Familie nach Österreich und eröffnete dort für kurze Zeit erneut ein Hotel am Wallersee. Am 30. November 1943 erlag Bruno Büchner im österreichischen Munderfing einem Herzinfarkt.